# 2023年5月5日の月食
本項では2023年5月5日の月食について述べる。地球上で発生する月食としては2022年11月8日の皆既月食以来約半年ぶりで、2023年に発生する最初の月食である。

## 概要
この月食のサロス周期は141番。アメリカ航空宇宙局 (NASA) によって計算されている半影に対する最大食分は0.9636、本影に対する最大食分は-0.0457で、月が地球の本影に全く入らず半影にしか入らない半影月食である。この次に発生するサロス周期が141番の月食は2041年5月16日だが、この月食からは部分月食へと変化する。半影食は4時間余りに渡って継続し、2042年9月29日の半影月食が起きるまでは最も食分が深い（部分月食に近い）半影月食となる。アジア、ヨーロッパ、アフリカ、オセアニア、南極大陸のほぼ全域と太平洋西部、インド洋全域でこの半影月食が観測される。この月食では月が本影に入らないため、月が欠けて見えることはないが、最大食前後では本影に近い月の上縁付近がわずかに薄暗く見えるとされた。
| 最大食時に月から見た地球の見え方 | 2023年5月5日の半影月食の経過 | 月食の観測が可能な領域（白）を示した地図 |

## 画像
（時刻はいずれも協定世界時による）

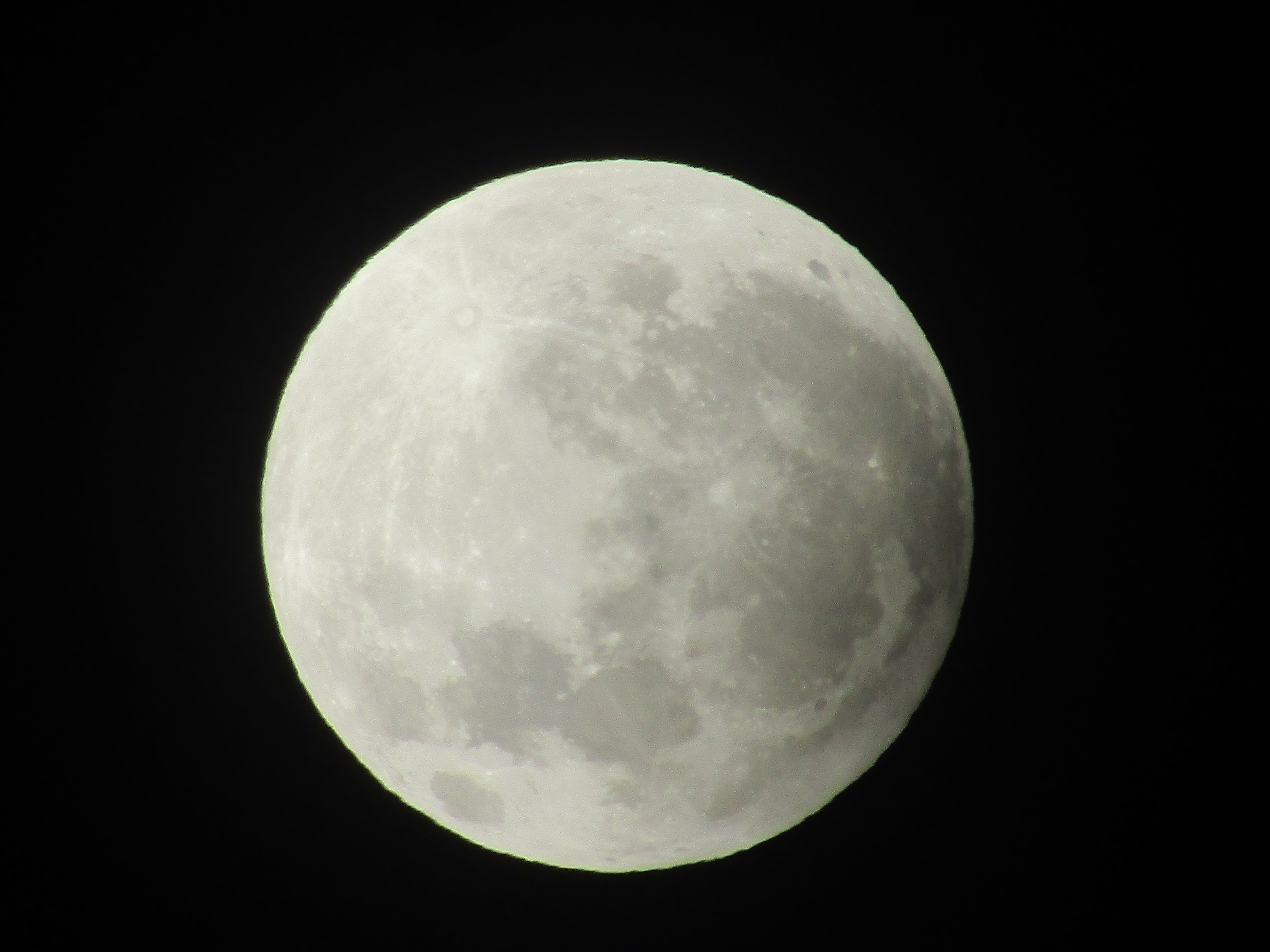
オーストラリア・パース、16:48
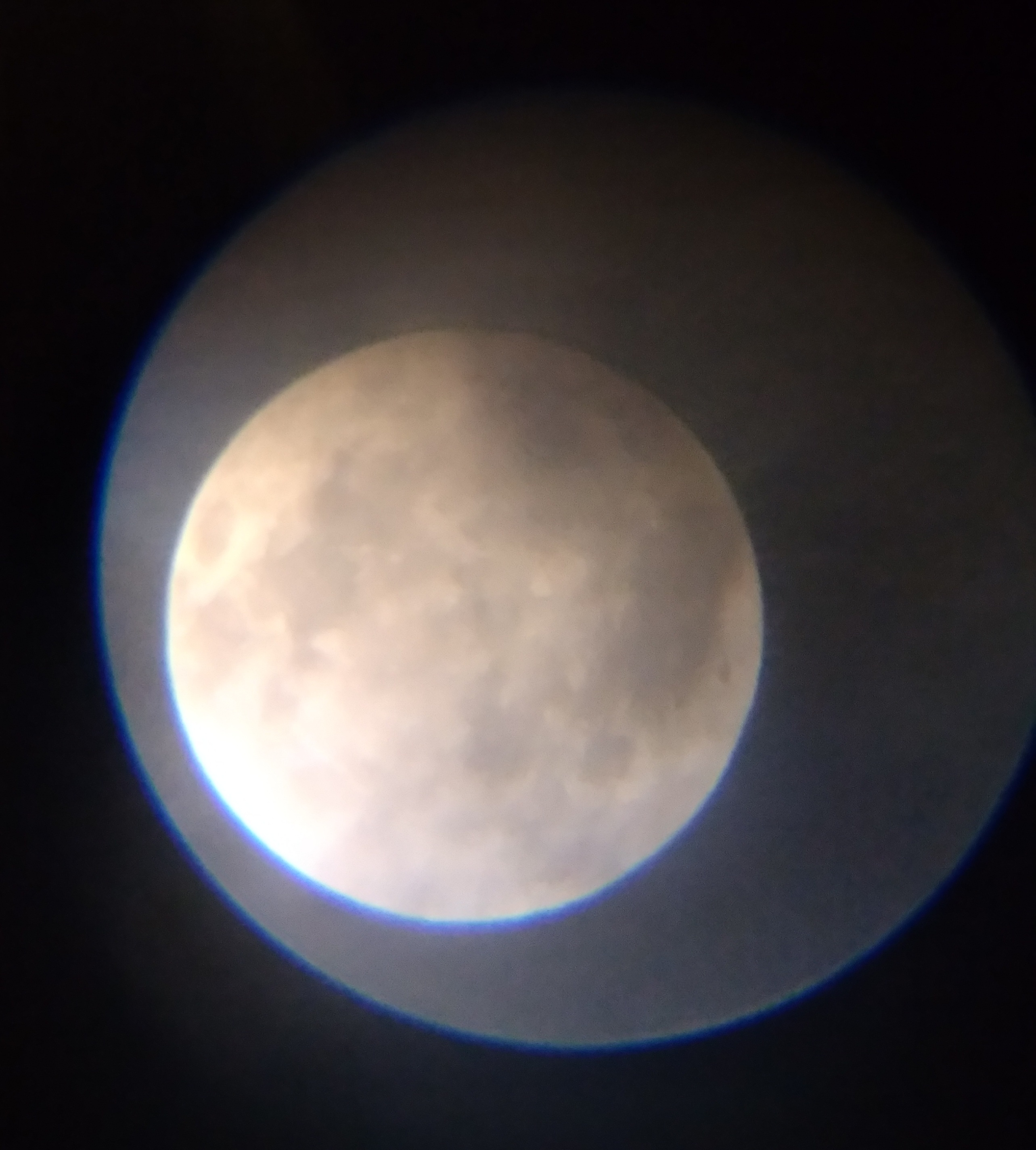
マレーシア・クチン, 17:26
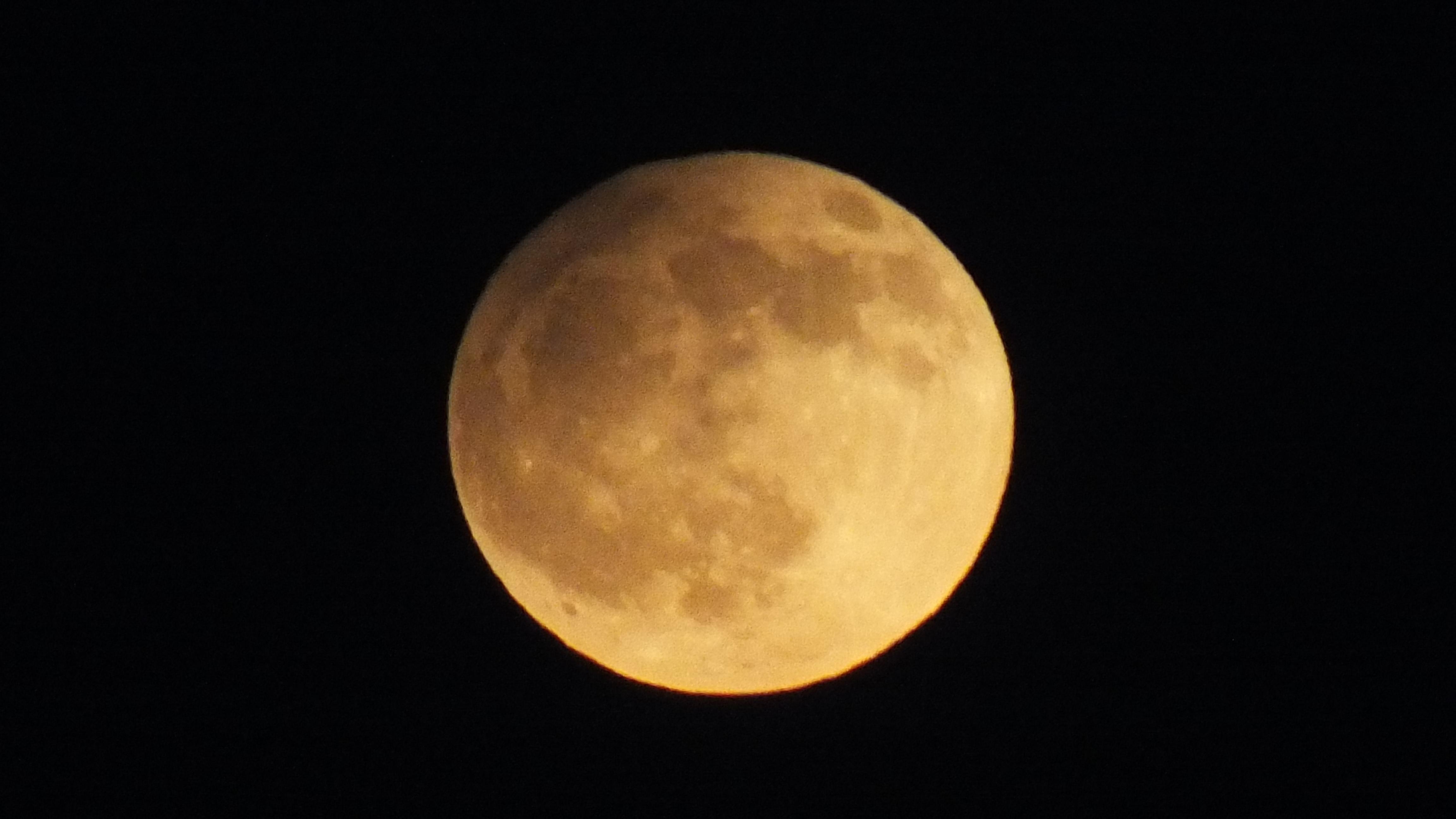
ロシア・モスクワ、17:49
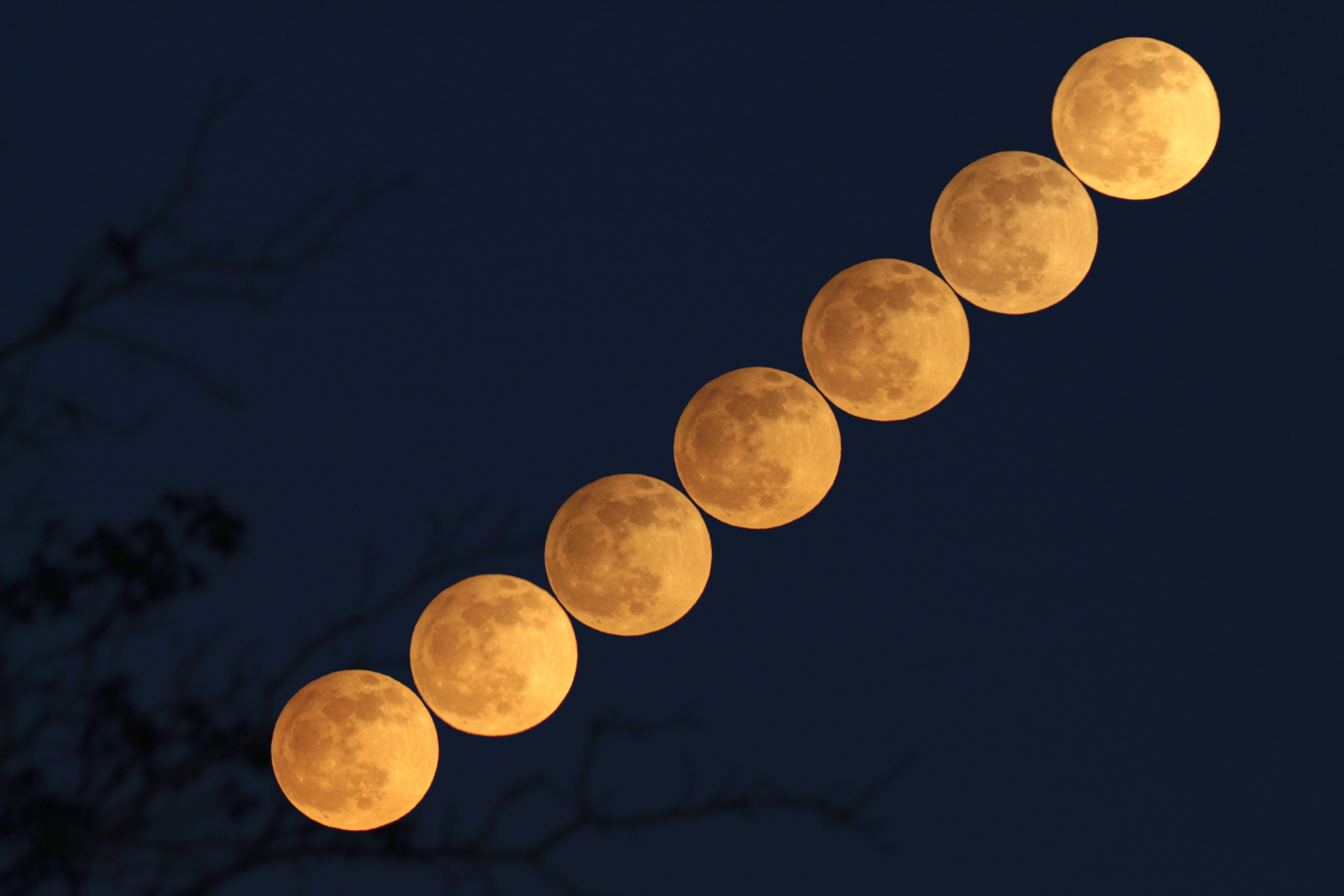
イタリア・オーリア、18:17から一定間隔でタイムラプス撮影